# Тімірзькаси
Тімірзька́си (рос. Тимирзькасы, чув. Тимĕрçкасси) — присілок у Чувашії Російської Федерації, у складі Ілгишевського сільського поселення Аліковського району.
Населення — 144 особи (2010; 168 в 2002, 238 в 1979, 349 в 1939, 290 в 1926, 283 в 1897, 152 в 1858, 54 в 1795).
Національний склад:
- чуваші — 100 %

## Історія
Історична назва — Темірзькаси. Засновано 18 століття переселенцями із села Пандіково та присілку Кошкільдіно Красночетайського району. До 1866 року селяни мали статус державних, займались землеробством, тваринництвом, виробництвом одягу. На початку 20 століття діяли вітряк та магазин. 1930 року створено колгосп «Прожектор». До 1927 року присілок входив до складу Селоустьїнської та Аліковської волостей Ядринського повіту, з переходом на райони 1927 року — спочатку у складі Аліковського, у період 1962–1965 років — у складі Вурнарського, після чого знову переданий до складу Аліковського району.

## Господарство
У присілку діє магазин.